# Tour de Mesopotàmia
El Tour de Mesopotàmia, oficialment Tour of Mesopotamia, és una competició ciclista d'un sol dia que es disputa a Turquia. La primera edició es disputà el 2018 ja formant part del calendari de l'UCI Europa Tour.

## Palmarès
| Any  | Vencedor           | Segon              | Tercer           |         |
| ---- | ------------------ | ------------------ | ---------------- | ------- |
| 2018 | Nazım Bakırcı      | Cristian Raileanu  | Kemal Küçükbay   |         |
| 2019 | Branislau Samòilau | Anass Aït El Abdia | Adne van Engelen |         |
| 2023 | suspesa            | suspesa            | suspesa          | suspesa |

´